# Tomàs Maluenda

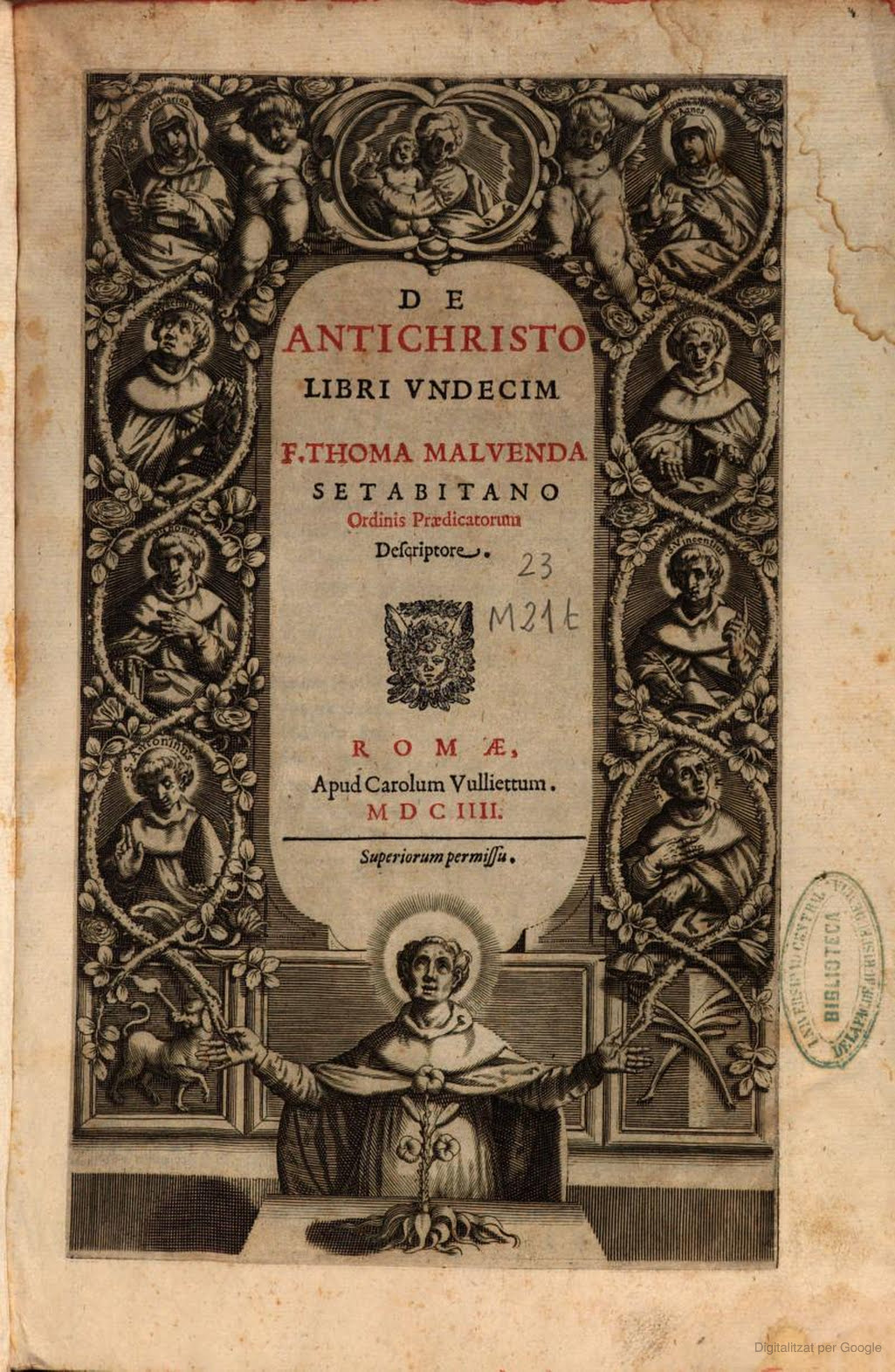
Tomàs Maluenda, De Antichristo libri undecim (Roma, 1604)

Tomàs Maluenda (Xàtiva, maig de 1566 - València, 7 de maig de 1628) fou un historiador, filòsof, teòleg i exegeta valencià.

## Biografia
Ingressà de molt jove en el convent de Predicadors de Xàtiva, on començà d'estudiar filosofia i lògica, a més de llatí, grec i hebreu. Prengué l'hàbit el 1582 en el convent dominicà de Llombai, en el qual, en completar la seua formació, fou lector de filosofia i teologia i mestre d'estudiants. Aquí compongué, als dinou anys, la seua primera obra, De monogamia beatissimæ Annæ. El 1600 envià al cardenal Baronio uns comentaris crítics als seus Annales ecclesiastici, i aquest, en vista de la competència i erudició que hi demostrava el jove Maluenda, convencé el general de l'orde, Jerónimo Xavierre, de cridar-lo a Roma, on Maluenda arribà l'any següent. En el convent de Santa Maria sopra Minerva d'aquesta ciutat coincidí amb Isidoro Aliaga, que llavors n'era lector de teologia i regent d'estudis, i els uní una amistat que havia de durar de per vida. Per encàrrec de fra Xavierre, Maluenda revisà el Missal, el Martirologi i el Breviari dels dominics, i per decisió de la Congregació de l'Índex dugué a terme l'examen i expurgació d'errors dels nou volums de la Bibliotheca Veterum Patrum publicada el 1589 per Marguerin de la Bigne. En el capítol general celebrat a Roma el 25 de maig de 1608 li fou atorgat el grau de mestre i doctor en teologia, i l'ofici de definidor general per la província d'Aragó. En el mateix capítol fou nomenat provincial d'aquesta província el seu amic Isidoro Aliaga, i amb ell tornà Maluenda a València com a vicari seu. Poc després, el 1610, s'hagué de traslladar a Madrid, cridat per l'inquisidor general Bernardo de Rojas, per a incorporar-se a la comissió encarregada de confegir l'Índex de llibres prohibits del 1612, i una vegada dut a terme aquest encàrrec, quan Aliaga fou promogut a la seu arquebisbal valenciana i el nomenà familiar seu, Maluenda tornà al seu convent de València, on romangué fins a la seua mort.

## Llegat
Se'n conserva un bon nombre d'obres manuscrites, la majoria en la Biblioteca Universitària de València, principalment de comentaris sobre la filosofia de Tomàs d'Aquino, entre altres assumptes. Dels seus llibres impresos, és de destacar el De Antichristo, aparegut a Roma el 1604 i reeditat a València el 1621 i a Lió el 1648, amb el qual s'inicia la investigació crítica de la tradició de l'Anticrist; tractadistes posteriors, com ara Wilhelm Bousset, reconeixen la seua influència, i encara avui es considera el tractat més complet sobre el tema. Finalment, Maluenda visqué els seus darrers anys ocupat en una nova traducció literal en llatí, acarada amb l'original hebreu i amb escolis al marge, de l'Antic Testament, que només pogué completar fins al capítol catorzè del llibre d'Ezequiel. Aquesta obra meresqué ser qualificada per Menéndez Pelayo com «el principal monument de l'erudició hebraica espanyola en el segle XVII».

## Obres

### Llibres impresos
- Missalia. Breviaria Ordinis et Martirologium cum additamento Sanctorum et Beatorum ordinis. Roma, 1603
- Annotationes alla Bibliotheca SS. Patrum di Marguerin de la Bigne, Roma, 1604
- De Antichristo libri undecim, Roma, 1604
- De Paradiso voluptatis, quem Scriptura Sacra Genesis secundo et tertio capite describit, Commentarium, Roma, 1605
- Expurgatio Bibliothecæ Veterum Patrum Ecclesiastorum Auctorum. Editionis secundæ, Parisiensis anni Domini 1586 per Margarinum de Labigne, adornatæ opera et studio Fr. Thomæ Maluenda, setabitani Ordinis Prædicatorum. París, 1605
- Index novus expurgatorius, anni 1612, Madrid, 1612
- Vida y canonización de San Pedro mártir, Saragossa, 1613
- Annalium Sacri Ordinis Prædicatorum centuria prima, Nàpols, 1627
- Commentariorum in Sacram Scripturam, una cum nova de verbo ad verborum ex hebræo translatione variisque lectionibus volumine quinque, Lió, 1650
- Duodecim fragmenta ad Sacram Scripturam pertinentia, València, 1655

### Manuscrits
- Stromata sive annotationes miscellaneæ
- Miscellaneum
- Monogamia Beatissimæ Annæ, Genitricis Dei Matris deque Viirginitate Sanctisimi Patriarchæ Joseph, 1585
- Tractatus perspicuus atque pulcherrimus in quæstionem centessimam nonam primæ secundæ D. Thomæ, de gratia et libero arbitrio. De Antichristo libri XIII. Opusculum de Hæbrea voce Hosanna, 1587
- Annotationes et castigationes locorum depravatorum, quæ […] In multa latinæ editionis Vulgatæ exemplaria obrepserunt, 1587
- De abstrusis Scripturæ locis. Epistolam ad Andream Schoto, Societatis Jesu sacerdotum consultoria, 1593
- Diatribe de innefabili Dei nomine Tetragrammaton, sive quatuor litterarum nuncupato, 1593
- Tractatus de libero arbitrio juxta doctrinam S. Thomæ et de aliis, quæ ad illud spectant
- Commentaria in Tertiam Divi Thomæ partem, 1594
- Expositio super Tertiam partem Sancti Thomæ, 1596
- Epistola ad Baronium super annales et Martyrologium
- Notæ in Martyrologium, quo Ordo Dominicanus utitur, quibus emaculantur menda et loca indamno reprehensa restituntur
- Tractatus de Incarnatione Verbi Divini ad quæt. 14 usque 35 tertiæ part. Sancti Thomæ de Nativitate Christi, 1596
- Commentaria in Davidicos Salmos in quibus vetus et Vulgata editio ex textu hebraico asseritur et illustratur, 1597
- De gestis Christi Domini Salvatoris, 1598
- Carta al Padre Maestro Fray Simón Bauça, 1605
- Novæ Sacræ Scripturæ ex suis primigeniis et nativis linguis translatio Annales Pontificum, 1608
- De regus gestis Christi. Commentaria in libros Regum, 1610